# 울면서 한세상
울면서 한세상은 한국에서 제작된 노진섭 감독의 1965년 영화이다. 김승호 등이 주연으로 출연하였고 윤종욱 등이 제작에 참여하였다.

## 출연

### 주연
- 김승호
- 조미령
- 이대엽
- 박암

## 제작진
- 조명: 박창호
- 미술: 원제래